# Bøgballe Friskole
Bøgballe Friskole er en kristen friskole beliggende i Bøgballe, vest for Løsning mellem Vejle og Horsens i det sydøstlige Jylland.
Skolen blev oprettet i 1911 af vækkelsesbevægelsen De stærke jyder med Jens Peder Jensen fra Kragelund som første lærer og de facto skoleleder. Den er den sidst oprettede og eneste tilbageværende af de friskoler, der blev oprettet af bevægelsen efter år 1839, da bevægelsen fik tilladelse til at oprette egne skoler.
Skolen havde i 2021 265 elever.

## Skoleledere siden 1911[1]
- 1911-1915: Jens Peder Jensen
- 1915-1960: Rasmus Rasmussen
- 1960-1985: Kaj Christensen (til sin død)
- 1985-1987: Bjarne Friis
- 1987: Niels Otto Dalsgaard (konstitueret)
- 1987-2002: Jens Erik Skifter
- 2002-2022: Bent Vestergaard
- 2022-: Benjamin Hougaard

## Historiske elevtal[1]
- 1911: 30 elever
- 1915: 44
- 1923: 63
- 1937: 65
- 1953: 49
- 1960: 17
- 1973: 55
- 1987: 120
- 2011: 220 (overvejende i ét spor op til 9. klasse)
- 2021: 265 (overvejende i ét spor fra 0. - 6. klasse, to spor fra 7 - 9. klasse)